# Лелеківка
Леле́ківка (до 7 березня 1946 — Лелеківка Друга) — село в Україні, у  Петрівській селищній громаді Олександрійського району Кіровоградської області. Населення становить 8 осіб.

## Історія
7 березня 1946 року указом Президії ВР УРСР село Лелеківка Друга було перейменовано на село Лелеківка і перебувало у складі колишнього Петрівського району Кіровоградської області.
12 червня 2020 року, розпорядженням Кабінету Міністрів України, село увійшло до складу Петрівської селищної громади.
19 липня 2020 року, в результаті адміністративно-територіальної реформи та ліквідації Петрівського району, село увійшло до складу новоутвореного Олександрійського району.

## Населення
За переписом УРСР 1989 року чисельність наявного населення села становила 58 осіб, з яких 35 чоловіків та 23 жінки.
За переписом населення України 2001 року в селі мешкало 8 осіб. 100 % населення вказало своєю рідною мовою українську мову.